# Mission jésuite en Arménie
 (novembre 2024).
La mission jésuite en Arménie est une initiative missionnaire des jésuites du XVIIe siècle. À la demande du pape Innocent X, des Jésuites sont envoyés en Arménie à partir de la moitié du XVIIe siècle. Leur mission est d'apporter le soutien de l'Église à des communautés chrétiennes très anciennes, mais soumises à la domination musulmane depuis des siècles. Jamais nombreuse, la mission disparut progressivement à la fin du XVIIIe siècle. 

## Histoire
Le peuple arménien est connu dans l'histoire comme étant le premier qui, à la suite de son roi Tiridate, ait adopté en masse la foi chrétienne. Ce fut au début du IVe siècle sous l'influence de saint Grégoire l'Illuminateur. Cependant tout au long de son histoire il dut lutter pour sa foi et son identité chrétienne. D'abord, à partir de 635 jusqu'au XIe siècle contre l'Islam arabe, puis contre les Turcs seldjoukides, puis les Turcs ottomans et les Perses (à partir de 1502), qui divisèrent le territoire arménien historique.
La mission jésuite en Arménie commence lorsque le pays est sous la domination perse. Abbas Ier avait fait (1605) d'Ispahan sa nouvelle capitale : il y fit venir des Arméniens de la province de Nakhitchevan. Ouvriers et artisans qualifiés dans divers métiers de la construction, Abbas Ier décida de les utiliser pour construire la ville et les installa à Julfa, près d'Ispahan. Cette population laborieuse et énergique gagna la confiance des rois, qui accordèrent progressivement la liberté de culte avec permission de construire des églises (sous Abbas II). 
Vers 1645, le pape Innocent X, apprenant qu'Abbas II voulait avoir des prêtres catholiques sur ses terres et qu'il était même disposé à ne pas s'opposer à la conversion de ses sujets, demanda que des Jésuites lui soient envoyés. Le Supérieur général pensa confier cette mission aux jésuites missionnaires en Inde, davantage habitués aux coutumes orientales. Mais la mission fut confiée à ceux de France.

### Première mission
En 1646, le père François Rigordi, grâce à l'intervention du roi de Pologne Ladislas IV et de son épouse Louise-Marie de Gonzague, obtient la permission de résider à Ispahan. Avec la résidence, le jésuite a la permission (6 novembre 1647) de construire une église. La reine accordait même une pension annuelle pour la subsistance des missionnaires, et un père de Pologne se préparait à aller en Perse. En 1653, Louis XIV de France obtint une confirmation officielle de cette permission. Il semble qu'il n'y avait eu qu'une simple autorisation orale auparavant. 
Le père Alexandre de Rhodes, missionnaire en Indochine, fut appelé en Arménie pour diriger ce poste. Il arrive de Rome en 1654. Il meurt quatre ans plus tard, en 1660, et est enterré dans le cimetière arménien chrétien d'Ispahan. Le plus illustre parmi les missionnaires d'Ispahan-Julfa fut Aimé Chézaud, pour ses écrits et surtout pour ses relations avec le clergé arménien, non uni à Rome et avec les oulémas musulmans. Méritent d'être également mentionnés les pères Jean-Baptiste de La Maze, Esprit Roux (1641-1686), Jean Bouchet (1644-1750), et le dernier supérieur de la mission (en 1757), Raymond Desvignes (1704-1757), qui mourut à Bagdad.

### Mission à Erevan
Le deuxième poste, celui d'Erevan, également dans le territoire occupé par la Perse, est à 20 km d'Etchmiadzin, siège de l'église apostolique arménienne et résidence de son patriarche. Il fut fondé par le père François Longeaux (1646-1648): il y mourut probablement empoisonné. Vu l'importance de ce poste missionnaire pour les contacts avec les Catholicos arméniens Roux se déplace d'Ispahan à Erevan pour entretenir la présence de l'Église catholique à travers les contacts établis depuis quelques années avec le Patriarche. 
Le père Roux parvient à établir une relation particulièrement amicale avec le patriarche de l'église arméniene, Éléazar Ier d'Aïntab, qui lui rendit visite durant sa dernière maladie et prit sur lui-même d'en présider la cérémonie de funérailles (septembre 1686). En 1695, son successeur, Nahapet, fit un pas vers une reconnaissance de la suprématie de l'Église romaine et envoya dans ce sens une lettre au pape. En 1697 il reçoit une réponse du pape Innocent XIII. Mais le catholicos n'ira pas plus loin, même si le nouveau pape Clément XI (en 1701) s'adresse à lui en le nommant « Cher frère dans le Christ ». Les relations n'ont jamais été aussi proches...
Le remplaçant du père Roux, le père Pierre René Ricard (1657-1717), y mourut et la mission traversa une période difficile à cause des malentendus (d'origine nationaliste) entre les Jésuites français et polonais, qui les remplacèrent quelque temps. Les activités du centre en furent fort réduites. 
Presque en même temps qu'Erevan, fut ouvert, dans la Grande Arménie (Turquie) le poste de Bitlis (aujourd'hui en Turquie), avec le père Louis Barnabé (1649-1688) et le père Pierre (Jean) Roche (1649-1690), mort à Erzurum au service des victimes de la peste, après avoir vainement demandé la présence d'un prêtre (inexistant) dans la localité. La mission fut fermée en 1686.
Un autre poste missionnaire fut ouvert à Chamaki (aujourd'hui en Iran), dans une province du nord de la Perse, portait de nombreux fruits spirituels. Grâce à l'intervention de l'ambassadeur de Pologne, les pères purent s'installer dans cette ville importante, carrefour de routes caravanières autour de la mer Caspienne. Son premier supérieur, Jean Pothier, fut assassiné (1687) à Erzurum. La mission survécut jusqu'en 1740.

### Dans l'empire ottoman
Dans l'Empire ottoman, la ‘Mission jésuite d'Arménie' dirigeait deux postes: Erzurum, fondé en 1686 et définitivement fermé en 1716 - avec les pères Pierre (Jean) Roche (1649-1690), et Jacques Villotte - et Trébizonde, sur les rives de la mer Noire, fondé en 1691, qui ne dura que trois ans. Les deux postes furent cibles et victimes de nombreuses et tragiques persécutions.
Derbent, sur la mer Caspienne, (qui remplaça Chamaki en 1741) eut une existence encore plus courte: seulement deux ans, avec le père Jean Martial Lagarde, qui en 1743 déménagea avec toute la population chrétienne, à Rasht, au sud de la mer Caspienne. Cette mission fut fermée en 1757. Y œuvrèrent les pères Louis Donnez (1704-1752) et le frère Louis H. Bazin (1712-1774), médecin de profession, qui, lorsqu'il fut harcelé, partit pour l'Extrême-Orient où il mourut (à Pékin). D'autres postes, dont on sait peu, étaient Kars, au nord-ouest d'Erevan; Kantsak, entre Erevan et Chamaki. Perkenik près de Sivas (Turquie) est un cas particulier: fondé (1712) par le père Dominik Grégoire, jésuite polonais, le village était entièrement catholique et le demeura jusqu'au génocide de 1915.
La Mission en Arménie (et ses postes missionnaires) avait pratiquement disparu, même avant la suppression de la Compagnie de Jésus en 1773. Cependant des villages entiers de chrétiens catholiques qui furent transférés (vers 1828) de l'Empire ottoman vers les régions montagneuses de l'Arménie russe, tels Akhalkalaki, Ajalsije, Alexandropol, persévèrent dans le catholicisme jusqu'au début du XXe siècle.

### Nouvelle mission
À la demande de Léon XIII, le Supérieur général Pierre Beckx, demanda (1881) aux Jésuites français de la province de Lyon - qui étaient déjà engagés dans la mission de Syrie - de fonder une mission pour les chrétiens arméniens d'Anatolie et de Cilicie. L'entreprise est menée par Amédée de Damas (1821-1903) qui, en deux ans (1881-1883), fonde cinq écoles primaires: celles de Merzifon, Amasya, Tokat, Sivas et Kayseri en Anatolie, et celle d'Adana en Cilicie. Depuis Istanbul, Damas dirige l'ensemble de la mission, dans laquelle travaillent une vingtaine de pères et sept ou huit frères jésuites. Tout cela disparu dans le génocide arménien de 1915.
En outre, les nombreuses familles d'Erzurum, Trébizonde, Bitlis, dont les ancêtres furent évangélisés par les Jésuites aux XVIIe et XVIIIe siècles, moururent également pour leur foi avec le reste du peuple arménien lors du génocide de 1915.

## Conclusion
Les Jésuites réussirent à aider l'Église arménienne pendant un siècle, souvent dans de grandes difficultés, y compris la difficulté des langues (arménien, persan, turc, parfois arabe), et les changements politiques fréquents. Ils ne furent jamais nombreux, et pour certains l'Arménie n'était qu'une étape vers la mission extrême-orientale (Inde, Chine, Vietnam) ; plusieurs moururent dans la solitude. Cependant par leur prédication et leurs écrits, ils contribuèrent à l'approfondissement de la foi, et au rapprochement de cette Église avec l'Église catholique (Rome)